# Herbita albirenata
Herbita albirenata là một loài bướm đêm trong họ Geometridae.